# Apogonichthyoides sialis
Apogonichthyoides sialis és una espècie de peix pertanyent a la família dels apogònids.

## Hàbitat
És un peix marí, demersal i de clima subtropical.

## Distribució geogràfica
Es troba al Pacífic nord-occidental: la badia de Suruga (el Japó).

## Observacions
És inofensiu per als humans.